# Jiří Gruša

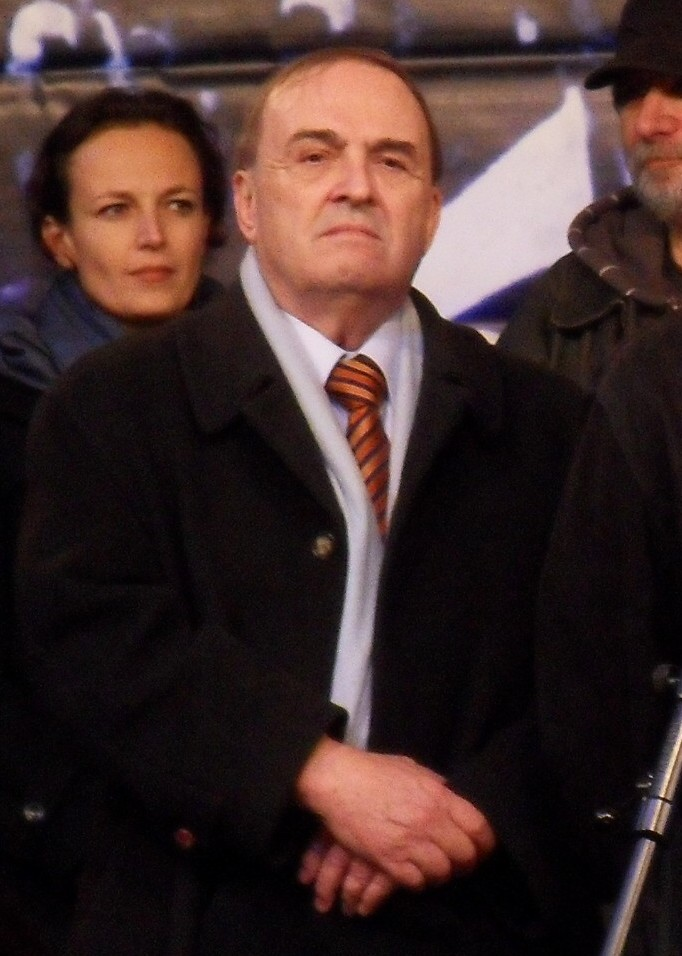
Jiří Gruša (2009)

Jiří Gruša (Pseudonyme Jaroslav Konečný, Josef Balvin und Samuel Lewis; * 10. November 1938 in Pardubice, Tschechoslowakei; † 28. Oktober 2011 in Bad Oeynhausen, Deutschland) war ein tschechischer Schriftsteller, Lyriker, Übersetzer, Dissident und Diplomat.

## Leben
Gruša kam aus einer mittelständischen Familie. Vater Emanuel Gruša und Mutter Blažena Machková waren Beamte. 1957 schloss er in seiner Geburtsstadt das Gymnasium ab und studierte Philosophie und Geschichte an der Karls-Universität Prag, wo er 1962 an der philosophischen Fakultät zum Dr. phil. promovierte.
Als Autor trat Gruša in den 1960er Jahren in Erscheinung. Er publizierte gemeinsam mit weiteren jungen Schriftstellern, darunter Jiří Pištora, Petr Kabeš, Jan Lopatka, Václav Havel, Zbyněk Hejda und Věra Linhartová in der 1963 mitbegründeten Zeitschrift Gesicht (Tvář), der ersten nichtkommunistischen Zeitschrift im Lande. Als er eine kritische Abrechnung mit der stalinistischen Poesie der 50er Jahre veröffentlichte, wurde Tvář zwangsweise eingestellt. Anschließend war er Mitbegründer und Mitarbeiter der literarischen Zeitschrift Hefte (Sešity), später arbeitete er als Redakteur der Wochenzeitschrift Das Morgen (Zítřek).
1968 beteiligte sich Gruša gemeinsam mit anderen Intellektuellen am Prager Frühling. Im Zuge der landesweiten Repressionen nach dem gescheiterten Aufstand während der sogenannten Normalisierung belegte ihn das tschechoslowakische Regime mit Berufsverbot. Er wurde strafrechtlich verfolgt, weil er teilweise seinen Roman Mimner aneb Hra o smrďocha (dt. 1986 Mimner oder das Tier der Trauer) in Sešity veröffentlichte. Der Roman sollte wegen des pornografischen Inhalts verboten werden, das Verfahren wurde jedoch eingestellt. Aufgrund des Berufsverbots musste er bei verschiedenen Bauunternehmen arbeiten. Ferner übersetzte er Theatervorlagen und war neben seiner Tätigkeit als freier Mitarbeiter eines Theaters kaum künstlerisch aktiv. Unter anderem erschienen in der von ihm und Ludvík Vaculík gegründeten illegalen Samisdat-Reihe (Selbstverlag) edice Petlice (dt. Edition hinter Schloss und Riegel) einige seiner Werke.
Gruša gehörte zu einer antiideologischen Generation, die das totalitäre System nicht geschaffen hatte, aber darin leben musste.
In den 1960er Jahren veröffentlichte er drei Gedichtbände, über die traumatische Atmosphäre der siebziger Jahre konnte er seine desillusionierende Gedichtsammlung Gebet an Jana (Modlitba k Janince) nur im Samisdat publizieren.
Auch die Bücher der nächsten Jahre wurden im Samisdat verbreitet. Er unterzeichnete die Charta 77 und wurde 1978 von der Staatsgewalt wegen seines in Toronto bei Sixty-Eight Publishers erschienenen Romans Fragebogen (Dotazník), der als Angriff auf das gesellschaftliche System gewertet wurde, verfolgt. Nach über zwei Monaten wurde er, auch dank zahlreicher Intervention aus dem Ausland, entlassen.
Noch im gleichen Jahr wanderte Gruša nach Toronto aus. 1980 erhielt er ein literarisches Stipendium an der MacDowell Colony in den USA, ging nach Deutschland und lebte in Bonn. 1981 wurden ihm die tschechoslowakischen Bürgerrechte aberkannt, zwei Jahre später erhielt er die deutsche Staatsangehörigkeit. Zu dieser Zeit begann Gruša seine Texte auch deutsch zu schreiben. Für tschechische Schulen in Österreich verfasste er ein Lesebuch. Nach der samtenen Revolution wurde Gruša zum tschechischen Botschafter in Deutschland ernannt (von 1990 bis Juni 1997). Von Juni bis November 1997 war er tschechischer Bildungsminister in der Regierung Václav Klaus II, von 1998 bis 2004 Botschafter in Österreich. Von 2005 bis 2009 war Jiří Gruša Direktor der Diplomatischen Akademie Wien. Vom 27. November 2003 bis zum 21. Oktober 2009 bekleidete er die Funktion des Präsidenten des internationalen P.E.N.-Clubs. Jiří Gruša war von 1992 bis zu seinem Tode Vorstandsmitglied der Else-Lasker-Schüler-Gesellschaft. Er war 1994 einer der Erstunterzeichner eines Aufrufs für die Stiftung „Verbrannte und verbannte Dichter/Künstler – für ein Zentrum der verfolgten Künste“, den die Wuppertaler Gesellschaft gemeinsam mit dem PEN Zentrum deutschsprachiger Autoren im Ausland („Exil-PEN“) initiiert hatte.
Jiří Gruša war dreimal verheiratet – ab 1962 mit Anna Goldstückerová, der Tochter Eduard Goldstückers, mit ihr hatte er eine Tochter (Milena, geb. 1962) und einen Sohn (Martin, 1966–1989), aus der Ehe mit Ivana Koutsková stammt ein Sohn (Václav, geb. 1976), seit Mitte der 80er Jahre war er mit Sabine Gruša, gesch. Bruss, verheiratet. Mit ihr, seiner deutschen Ehefrau, lebte er bis zu seinem Tod 2011 bei Bonn.
Gruša starb während einer Herzoperation und wurde auf dem Friedhof Malvazinky im Prager Stadtteil Smíchov beerdigt.
Im Mährischen Landesmuseum Brünn wurde 2016 wurde ein Jiří-Gruša-Archiv eingerichtet.
Der österreichische Wieser Verlag begann 2014 eine zehnbändige Jiří-Gruša-Werkausgabe, die 2018 abgeschlossen wurde.

## Auszeichnungen
- 1976 Jiří-Kolář-Preis
- 1978 und 1984 Egon-Hostovsky-Preis
- 1996 Andreas-Gryphius-Preis
- 1998 Internationaler Brückepreis
- 1998 Inter Nationes-Kultur-Preis
- 1997 Adelbert-von-Chamisso-Preis (Ehrengabe)
- 1999 Goethe-Medaille
- Ehrenmitglied des Exil-P.E.N.
- 2002 Magnesia Litera
- 2002 Jaroslav-Seifert-Preis
- 2004 Großes Goldenes Ehrenzeichen am Bande für Verdienste um die Republik Österreich[7][8]
- 2006 Großes Bundesverdienstkreuz mit Stern[9] in Deutschland
- 2007 Chevalier de la Légion d’honneur[10]
- 2007 Václav Benda Medaille
- 2011 Manès-Sperber-Preis (posthum; an seine Witwe überreicht am 26. Jänner 2012)[11][12]

## Mitgliedschaften
- P.E.N.-Club von Deutschland und Österreich, Präsident des Internationalen P.E.N. 2003–2009
- Deutsche Akademie für Sprache und Dichtung
- Freie Akademie der Künste in Hamburg
- Österreichische Gesellschaft für Europapolitik
- Förderverein Gefangenenbüchereien e. V.
- Else-Lasker-Schüler-Gesellschaft

## Werke

### Gedichte
- Torna (Tornister). Praha 1962.
- Světlá lhůta (Helle Frist). Praha 1964.
- Právo útrpné (Tortur). Praha 2003. ISBN 80-7304-034-4.
- Modlitba k Janince 1969–1973 (Gebet an Jana 1969–1973).  Praha 1994.
- Cvičení mučení (Üben Martern). Praha 1969.
- Der Babylonwald. Stuttgart 1990. ISBN 3-421-06589-6.
- Wandersteine. Stuttgart 1994. ISBN 3-421-06665-5.
- Grušas Wacht am Rhein aneb Putovní ghetto (Grušas Wacht am Rhein oder Wanderghetto). Praha/Litomyšl 2001. ISBN 80-7185-347-X.

### Kinderbücher
- Kudláskovy příhody (Kudlaseks Abenteuer). Prag 1969.
- Máma, táta, já a Eda. Česká abeceda Mama, Papa, ich und Eda. Tschisches ABC. Wien 1988.

### Romane
- Mimner. Prag 1972
- Modlitba k Janince (Gebet an Janinka). Prag 1972.
- Der 16. Fragebogen (Dotazník aneb modlitba za jedno město a přítele). Roman, Reich Verlag, Luzern, Schweiz 1979.
  - als Ullstein Taschenbuch: Ullstein Verlag, Frankfurt am Main/Berlin 1991, ISBN 3-548-22600-0.
- Dr. Kokeš, mistr Panny. Toronto 1983, auf Deutsch Dr. Kokeš – Meister der Jungfrau, Band 6 der bis 2018 erschienenen zehnbändigen Werkausgabe des Wieser-Verlags
- Janinka. Roman, Köln 1984.
- Mimner oder Das Tier der Trauer. Köln 1986, Band 3 der bis 2018 erschienenen zehnbändigen Werkausgabe des Wieser-Verlags

### Novellen
- Dámský gambit (Damengambit). Prag 1974, Toronto 1978.

### Anthologien
- Hodina naděje (Stunde namens Hoffnung). Frankfurt 1978.
- Verfemte Dichter. Anthologie verbotener tschechischer Autoren. Köln 1983.

### Erzählungen
- Gebrauchsanweisung für Tschechien und Prag. 4. Auflage, Piper, München / Zürich 2011 (Erstausgabe 1999), ISBN 978-3-492-27526-2.
  - in tschechischer Sprache: Česko – návod k použití (übersetzt von Jiří Gruša und Mojmír Jeřábek), Barrister & Principal, Brno 2009, ISBN 978-80-87029-72-5.

### Werkausgabe
- Gesammelte Werke in 10 Bänden, hrsg. von Hans Dieter Zimmermann und Dalibor Dobiáš, Wieser Verlag, Klagenfurt/Celovec.
  - Band 1: Essays und Studien bis 1989. Essays I, Vorwort Peter Demetz, Nachwort/Kommentar Dalibor Dobiáš, 2015, ISBN 978-3-99029-140-5.
  - Band 2: Essays und Studien ab 1990. Essays II, Nachwort Hans-Peter Riese, 2017, ISBN 978-3-99029-247-1.
  - Band 3: Mimner oder Das Tier der Trauer, Nachwort Milan Uhde, 2015, ISBN 978-3-99029-165-8.
  - Band 4: Erzählungen Dramen. Prosa II/Dramen, Übersetzung: Silke Klein / Alexandra und Gerhard Baumrucker, 2016, ISBN 978-3-99029-183-2.
  - Band 5: Der 16. Fragebogen. Prosa III, Nachwort Dalibor Dobiáš, Übersetzung: Marianne Pasetti-Swoboda, 2014, ISBN 978-3-99029-091-0.
  - Band 6: Dr. Kokeš. Meister der Jungfrau. Prosa IV, Nachwort Sylvie Richterová, Übersetzung: Joachim Bruss, 2016, ISBN 978-3-99029-213-6.
  - Band 7: Tschechische Gedichte. Gedichte I, Nachwort Radonitzer, Übersetzung/Anmerkungen: Eduard Schreiber, 2017, ISBN 978-3-99029-258-7.
  - Band 8: Deutsche Gedichte. Gedicht II, Vorwort Sarah Kirsch,2018, ISBN 978-3-99029-298-3.
  - Band 9: Beneš als Österreicher. Essays III, Vorwort Hans Dieter Zimmermann, 2014, ISBN 978-3-99029-092-7.
  - Band 10: Reden und Gespräche. Essays IV, Vorwort Antje Vollmer, 2018, ISBN 978-3-99029-300-3.

### Sonstige Veröffentlichungen
- Slovník českých spisovatelů 1948–1978 (Lexikon der tschechischen Schriftsteller). Initiator und Mitherausgeber, Prag 1980.
- Prager Frühling – Prager Herbst. Blicke zurück und nach vorn. Mitherausgeber mit Tomáš Kosta, Bund, Köln 1988, ISBN 3-7663-3124-8.
- mit Eda Kriseová und Petr Pithart: Prag – einst Stadt der Tschechen, Deutschen und Juden. (Übersetzt von Joachim Brus). Langen Müller, München 1993, ISBN 3-7844-2411-2.
- Das Gesicht – der Schriftsteller – der Fall. Literatur in Mitteleuropa. Dresdner Poetikdozentur. Thelem Universitätsverlag, Dresden 1999, ISBN 3-933592-41-0.
- Als ich ein Feuilleton versprach. Handbuch des Dissens und Präsens – Essays, Überlegungen und Interviews der Jahre 1964–2004. Herausgegeben und übersetzt von Michael Stavarič, Czernin, Wien 2004, ISBN 3-7076-0195-1.
- Beneš als Österreicher Wieser, Klagenfurt 2012 ISBN 978-3-99029-008-8 (Kritisches Buch zur Person Edvard Beneš), vergriffen; Neuauflage als Band 9 der bis 2018 erschienenen zehnbändigen Werkausgabe des Wieser-Verlags
  - tschechische Ausgabe: Beneš jako Rakušan. Übersetzt von Jiří Gruša und Mojmír Jeřábek, Barrister & Principal, Brno 2011, ISBN 978-80-87474-12-9.
- mit Václav Havel: Die Macht der Mächtigen oder Die Macht der Machtlosen. Wieser-Verlag, Klagenfurt 2006, ISBN 978-3-85129-601-3
- Frédéric Delouche (Hrsg.): Das europäische Geschichtsbuch. Von den Anfängen bis ins 21. Jahrhundert. Überarbeitete und aktualisierte Auflage. Klett-Cotta, Stuttgart 2018, ISBN 978-3-608-96257-4.

### Kurzbeiträge, Vorträge
- Das europäische Spießbürgertum des Fortschritts. In: Literaturmagazin 22 – Ein Traum von Europa. Rowohlt, 1988.
- Václav Havel. In: Die neue Gesellschaft – Frankfurter Hefte. 5. Mai 1989.
- Migration und Emigration. Die Tschechen und ihre Literatur nach 1945. In: Zur tschechischen Literatur 1945–1985: mit einem Titelverzeichnis der Samisdat-Reihe „Hinter Schloss und Riegel“, herausgegeben von Wolfgang Kasack, Spiz – Berlin Verlag, Berlin 1990, ISBN 3-87061-377-7 (= Osteuropaforschung, Band 28).
- Reden über Deutschland. In: Hans-Dietrich Genscher; Kulturreferat der Landeshauptstadt München (Hrsg.): Reden über Deutschland 3. Die Reden wurden gehalten auf dem "Münchner Podium in den Kammerspielen '92". Bertelsmann, München 1992, ISBN 3-570-02381-8.
- Die Entwicklung der Beziehungen zwischen der Bundesrepublik Deutschland und der Tschechischen Republik seit Öffnung des eisernen Vorhangs. Regensburg 1993.
- Laudatio auf Eckhard Thiele. In: Leipziger Buchpreis zur Europäischen Verständigung 1994. Frankfurt am Main 1994
- Wanderghetto. Sonderdruck Universität Jena, 1997.
- Theresienstadt – Terezín, Dokumentation einer deutsch-tschechischen Gedenkveranstaltung. In: Grenzüberschreitende Zusammenarbeit II. 1998.*
- Deutschlandbild in Tschechien – Tschechienbild in Deutschland. In: Zeitschrift zur politischen Bildung. Eichholz Brief 4/98.
- Einführung in Zdenka Fantlová: „In der Ruhe liegt die Kraft“, sagte mein Vater. Weidle, Bonn 1999, ISBN 3-931135-38-1.
- Asymmetrie einer Nachbarschaft. In: Reinhard Appel (Hrsg.): 50 Jahre Bundesrepublik – Erinnerungen und Perspektiven. Eco, Köln 1999, ISBN 3-933468-43-4.

### Übersetzungen (Auswahl)
(Quelle:)

#### Aus dem Französischen
- Corneille, Pierre: Magická komedie (L'illusion comique) gemeinsam mit Karel Kraus, beide als Jaroslav Konečný; Praha, Dilia 1976.

#### Aus dem Deutschen
- Hacks, Peter: Jarmark ve Voloprtech (Das Jahrmarktsfest zu Plundersweilern), gemeinsam mit Josef Balvín, beide als Eva Dlabačová; Praha, Dilia 1977.
- Hacks, Peter: Chudý rytíř (Der arme Ritter), gemeinsam mit Josef Balvín, Praha, Dilia 1979.
- Nestroy, Johann Nepomuk: Náčelník Večerní vánek aneb Hody divých žen (Häuptling Abendwind oder Das greuliche Festmahl), gemeinsam mit Karel Kraus (beide als Jaromír Povejšil), Praha, Dilia 1975.
- Rilke, Rainer Maria: Elegie z Duina (Duineser Elegien), Praha, Mladá fronta 1999.
- Schiller, Friedrich von: Valdštejnova smrt (Wallensteins Tod), Praha (Divadlo na Vinohradech 1999).

#### Aus dem Tschechischen
- Kabeš, Petr: Das Brockengespenst (Brockenský přízrak), Frankfurt/Main 1995.

### Sekundärliteratur
- Bernhard M. Baron, Jiří Gruša (1938–2011) – Brückenbauer zwischen Böhmen und der Oberpfalz. Dichter, Journalist, Humanist, Diplomat und PEN-Präsident, In: Oberpfälzer Heimatspiegel 2013, hrsg. von Bezirksheimatpfleger Dr. Franz Xaver Scheuerer, Pressath 2012, ISBN 978-3-939247-26-5, S. 41–47.
- Wolfgang Greisenegger, Wolfgang Lederhaas: Antworten. Jiří Gruša zum 70. Geburtstag. Wieser, Klagenfurt 2008, ISBN 978-3-85129-819-2.
- Alfrun Kliems: Im Stummland. Zum Exilwerk von Libuše Moníková, Jiří Gruša und Ota Filip. (zugleich Dissertation Humboldt-Universität zu Berlin 2000) Lang, Frankfurt am Main 2003, ISBN 978-3-631-39983-5.